# Philaethria ostara
Philaethria ostara är en fjärilsart som beskrevs av Johannes Karl Max Röber 1906. Philaethria ostara ingår i släktet Philaethria och familjen praktfjärilar. Inga underarter finns listade i Catalogue of Life.